# Mile Budak
Mile Budak (Sveti Rok, 30. kolovoza 1889. – Zagreb 7. lipnja 1945.), bio je hrvatski političar, odvjetnik, jedan od ideologa ustaškoga pokreta, ministar u vladi NDH, prozaik, romanopisac i novelist. Poslije pada režima NDH 1945. u novoosnovanoj Jugoslaviji na vojnom sudu bio je osuđen na smrt vješanjem i pogubljen. Bio je proglašen ratnim zločincem.
Nakon što su ga kao istaknutu oporbenu figuru u lipnju 1932. godine u Zagrebu brutalno pretukli suradnici jugoslavenske policije, dugotrajno se oporavljao. Početkom 1933. godine pridružio se emigrantskom krugu okupljenom oko bivšeg dopredsjednika Hrvatske stranke prave i budućeg Poglavnika NDH Ante Pavevlića. U srpnju 1938. godine se bez suglasnosti Pavelića – koji s Ustašama u Italiji u tom vremenu nije u dobrim odnosima i kada su odnosi Kraljevine Jugoslavije s fašističkom Italijom i Hitlerovom Njemačkom naizgled dobri - vraća u Zagreb, te objavljuje svoje kapitalno djelo "Ognjište", u četiri knjige, s velikim uspjehom kod čitateljstva i kritike. Kada se na obzoru pojavljuje rat, biva u veljači 1940. godine uhićen, te ga jugoslavenske vlasti u zatvoru drže do Travanjskog rata. Tijekom 1941. godine propagirao je protusrpske,  protukomunističke i protužidovske stavove nizom govora na radiju i unutrašnjosti Hrvatske, a pripisuje mu se upotreba pokliča Srbe na vrbe! i ideja o rješavanju »srpskoga pitanja« raseljavanjem, pokrštavanjem i ubijanjem. U Drugom svjetskom ratu ministar je bogoštovlja i nastave u Pavelićevoj vladi. Predaje se u svibnju 1945. godine u Austriji britanskim vojnim snagama, koje ga 18. svibnja 1945. godine predaju jugoslavenskim komunistima. Osuđen je na smrt u Zagrebu 6. lipnja 1945., a 7. lipnja 1945. godine je pogubljen.
Njegov je nećak, liječnik Mile Budak, bio osobni liječnik Ante Pavelića.

## Životopis

### Austro-Ugarska, Prvi svjetski rat
Mile Budak rodio se u Svetom Roku kraj Lovinca 1889. godine. Gimnaziju je završio u Sarajevu, 1910. godine. Na Sveučilištu u Zagrebu upisao je studij povijesti i zemljopisa, koji ubrzo napušta i 1910. godine počinje studij prava koji je prekinuo zbog Prvoga svjetskog rata. Zatvaran je 1912. godine zbog Jukićeva atentata na Slavka Cuvaja, a potom1914. godine mobiliziran u austrougarsku vojsku. Ranjen je i u bolnici u Valjevu 8. prosinca 1914. godine zarobljen je od srpske vojske te je s njima pješice prošao povlačenje kroz Makedoniju i Albaniju nakon čega odlazi u talijansko zarobljeništvo na otok Asinaru kraj Sardinije.

### Kraljevina Jugoslavija, emigracija, Drugi svjetski rat
Studij prava nastavio je i završio, nakon povratka iz zarobljeništva 18. kolovoza 1919. godine, a doktorirao je 1920. godine. Od 1920. godine radi kao odvjetnički pripravnik kod dr. Ante Pavelića. Počinje i politički djelovati u HSP-u, te postaje članom gradskog zastupstva u Zagrebu. Uređuje pravaški orijentirana glasila Hrvatsku misao, (1924.), Hrvatsko pravo (1924-32.). U svibnju 1925. godine kao odvjetnik branio je komunističkog prvaka Vladimira Ćopića. Nakon odlaska Ante Pavelića u emigraciju preuzima vodstvo HSP-a te s njim pristupa Seljačko-demokratskoj koaliciji (SDK) i blisko surađuje s Vladkom Mačekom. Krajem listopada 1929. godine bio je, zbog političke djelatnosti, uhićen i u zatvoru provodi 7 mjeseci.
Godine 1932., 7. lipnja, na njega je organizirala atentat velikosrpska kamarila. Izvršitelji atentata, pouzdanici zagrebačkoga redarstva, Šaban Šaćirović, Adem Saranija i Vojo Karakanović, napali su dra Budaka, usred dana, ispred njegovog stana i odvjetničke pisarnice u Ilici 10. Pokušali su ga ubiti udarcima metalnog štapa po glavi no sva trojica bili su uhićeni. Šaćirovića su uspjeli uhvatiti prolaznici a on je zatim odao ostale atentatore. Atentatori su u jesen 1932. godine suđeni i osuđeni na po tri godine zatvora, zbog nanošenja teških tjelesnih ozljeda. Nakon oporavka dr. Budak sudjeluje, 5. – 7. studenoga 1932. godine u Zagrebu, a na poziv Vladka Mačeka, na sastanku Izvršnog odbora SDK kada su usvojene Zagrebačke punktacije.

Emigrirao je 2. veljače 1933. godine, prvo u Austriju te potom u Italiju. Početkom 1934. godine je u Berlinu i izdaje godišnjak Nezavisna hrvatska država a u svibnju iste godine u izdanju Hrvatskog kola u SAD izlazi mu Hrvatski narod u borbi za samostalnu i nezavisnu Hrvatsku državu, politička rasprava u kojoj opisuje hrvatsko iskustvo u Jugoslaviji i predviđa rat između Hrvatske i Srbije kao jedino rješenje za hrvatski narod. 
1935. godine Ante Pavelić imenuje ga zapovjednikom svih ustaških logora za vojnu obuku u Italiji. Boravi na Liparima od siječnja do početka veljače 1937. godine. Nakon toga kraće vrijeme boravi u Messini te u Salernu kraj Napulja gdje piše romane Ognjište, Na vulkanima i Rascvjetana trešnja.
U srpnju 1938. godine se bez suglasnosti Ante Pavelića - čije Ustaše tada Talijani stavljaju u nezavidni položaj konfinacije, nastojeći uspostaviti dobre odnose s Kraljevinom Jugoslavijom - vraća se u Zagreb. Ondje objavljuje svoj veliki roman Ognjište, uz pohvale kritike i uspjeh kod publike. 1939. godine pokreće tjednik Hrvatski narod, koji najprije podržava politiku HSS-a i Vladka Mačeka a zatim je napada te nakon Sporazuma Cvetković-Maček od 26. kolovoza 1939. godine piše protumačekovski letak Lajbek je zakopčan kojim osuđuje sporazum sa Srbima i Mačekovu politiku. Banovinske vlasti 1940. zabranjuju Budakov Hrvatski narod, a sam Budak će 15. veljače 1940. godine biti bez suda stavljen u pritvor.
U pritvoru dočekuje Travanjski rat i brzi raspad Kraljevine Jugoslavije. Zbog bolesti žuči odveden je na liječenje u bolnicu, gdje prima vijest o proglašenju Nezavisne Države Hrvatske 10. travnja 1940. godine, ali i vijest o smrti svoje supruge Ivke Budak, koja je 12. travnja 1940. godine u nikad razjašnjenim okolnostima pronađena mrtva u zdencu Budakovog vinograda. Tog je dana otpušten iz pritvora i bolnice; ubrzo je imenovan za ministra bogoštovlja i nastave i postaje zacijelo najznačajnija figura u propagandi ustaškog režima. Hrvatski književnik Mirloslav Krleža Budaka će opisati kao "ministra sa strojnicom".

### Nezavisna Država Hrvatska
Proglašenje NDH dočekuje ga u bolnici gdje je krajem ožujka 1941. godine operiran. Nakon proglašenja NDH Budak postaje glavni čovjek propagande ustaškog režima, na njegovim početcima.
»Mi imamo ne samo pravo, nego i dužnost tražiti od ovdašnjeg pravoslavnog življa, da taj živalj uvidi, što jest i da se prema tome snađe. Imamo zato pravo govoriti, ako je tko Srbin ima Srbiju, i to je njegova domovina. (Ministar Mile Budak na skupu u Slavonskom Brodu)«
U prosincu 1941. godine postao je član HAZU. U vladi NDH bio je ministar bogoštovlja i nastave, a zatim je poslan na važno mjesto veleposlanika u Berlinu (1941. – 43.), te je naposljetku imenovan ministrom vanjskih poslova NDH. Nakon što je kao ministar vanjskih poslova uvjetovao uspostavu odnosa s Mussolinijevom Talijanskom Socijalnom Republikom Mussolinijevim odricanjem od Rimskih ugovora (koja je NDH 1943. godine bila jednostrano otkazala i uzela pod svoju vlast područja koja je 1941. godine bila ustupila Italiji), morao je 5. studenoga 1943. podnijeti ostavku, te je razriješen dužnosti ministra vanjskih poslova i umirovljen. Nakon toga ne sudjeluje u političkom životu.
Iz Zagreba odlazi 6. svibnja 1945. godine, britanske vojne vlasti su ga 18. svibnja iste godine izručile jugoslavenskim vlastima, a pri Vojnom sudu II. armije u Zagrebu optužen je za ratni zločin, Budak se 6. svibnja 1945. godine izjasnio kao nevin po svim točkama optužbe, a isti je dan osuđen na smrt vješanjem.
Odvjetnik Ivo Politeo ovako zapisuje tijek suđenja Budaku i drugim čelnicima NDH:  "Šestoga lipnja 1945. rasprava od osam ujutro do 13,30, nastavak u 15 sati, svršetak oko 20, proglašenje oko 20:40, čitanje presude od 20:40 do 21:15. Predsjedao sudski pukovnik Hrnčević, članovi vijeća major Divjanović i kapetan Ranogajec. Javni tužilac Jakov Blažević." Član sudskoga vijeća Gabrijel Divjanović izjavio je šezdesetak godina kasnije kako se ne sjeća da je uopće čitao spis, dodajući da on ionako nije "imao osobitih ingerencija" i da je Budaku postavio "nekoliko pitanja više reda radi".
Zajedno s ostalim članovima vlade NDH likvidiran je 7. svibnja 1945. god. u Maksimirskoj šumi i pokopan u zajedničkoj grobnici čije je mjesto sve do današnjega dana nepoznato.
Tijekom čitavog rata je njegov osobni vozač bio Židov, te je Mile Budak koliko je mogao odugovlačio s primjenom rasnih zakona koji je NDH uvela na zahtjev Njemačke. Štitio je i neke profesore Srbe kojima je omogućio da nastave predavati na Sveučilištu u Zagrebu. Ne zna se niti za jedan slučaj da je nekome izravno nanio kakvo zlo.
Njegovu kćer Grozdanu Budak ubili su partizani u Sloveniji u svibnju 1945.
Tijekom i nakon raspada SFRJ nekoliko je ulica po gradovima i selima u Hrvatskoj nazvano po Budaku kao i jedna u Mostaru u Bosni i Hercegovini.

## Književnost

### Stvaralaštvo
U književnosti se javlja u razdoblju od 1930. do 1945. godine djelima koja se temelje na nacionalnoj tradiciji, narodnoj kulturi i hrvatskoj problematici. U tom razdoblju on je jedan od najplodnijih prozaika, tako da neki kritičari to razdoblje nazivaju «Budakovim vremenom».
Napisao je ukupno 16 djela u 25 svezaka. Njegovo plodno književno stvaranje može se svrstati u tri tematske cjeline. 
- Prvu čine memoarska i autobiografska djela San o sreći, I.-II., 1940.; Na vulkanima, I.-II., 1941.; Ratno roblje, I-II, 1941-42.), iz kojih se mogu iščitati ne samo njegova osobna iskustva, nego i šire društveno-političke prilike u tadašnjoj Jugoslaviji, s mnogo psiholoških profila.
- Drugi veliki tematski ciklus Budak posvećuje zagrebačkoj sredini sa snažnim društveno-kritičkim promatranjem: Raspeće, 1931.; Na ponorima, 1932; Direktor Križanić, 1938.; Rascvjetana trešnja, I-IV, 1939. Ti su romani kritike malograđanske svijesti, ali s naglaskom na etičkim i moralnim vrijednostima i s osjećajem za socijalnu pravdu. Takva se orijentacija podudara s obnovom kršćanske duhovnosti u Hrvatskoj 30-ih godina 20. stoljeća.
- Treći tematski ciklus, koji problematizira ličko selo i seljake, zacijelo je najpoznatiji i umjetnički najzreliji dio Budakova rada. U tom ciklusu jednu cjelinu čine nedovršen «roman—grozd» Kresojića soj, I-III (1944-45.), koji je trebao obuhvatiti šest samostalnih romana (izašla su samo tri: Kresina, 1944., Gospodin Tome, 1944. i Hajduk, 1945.[20] dok je četvrti, Bazalo, sačuvan u rukopisu i objavljen je od Matice hrvatske 2004. godine u biblioteci Koloplet hrvatske proze[21]) a drugu, važniju, njegov najznačajniji roman Ognjište, I-IV, 1938., napisan u ciglih 43 dana u Italiji te zbirke novela Pod gorom, 1930., Opanci dida Vidurine,1933. i Privor. Vučja smrt,1941.

U svojoj ličkoj sagi Budak tematizira ličko selo i ljude kao malu, zatvorenu i izoliranu cjelinu. Opisuje kulturnu, antropološku, civilizacijsku kršćansko-patrijarhalnu zajednicu u procesu njezina raspadanja i osiromašenja, što znači i rasapa njezinih tradicionalnih vrijednosti. On upućuje na nekoliko temeljnih sastavnica. Na prvom je mjestu tlo, zemlja kao pra-element vitalističkih sokova, drugi je osjećaj pravde, dakle etički problem, treći je ukorijenjenost u narodnoj kulturi te četvrti – obitelj kao osnovna prastanica života. U novelama Budak iskazuje dobru psihološku karakterizaciju likova i ličkoga narodnoga života, njegove neposrednosti i autohtonosti, s jezično lokalnom obojenošću, usmenonarodnim stilom (poslovice, anegdote) i završnim poentama, u tradiciji realističke stilske fakture. No, roman Ognjište ima i svoj alegorijsko-simboličan plan slojem «preslikavanja» arhetipske strukture hrvatske supstancije: arhetip majčinstva, arhetip ognjišta/kuće/doma, kršćanskog žrtvovanja, ženske oplodnje i arhetip mučenice žrtve i naposljetku arhetip arhajsko-antejske uloge i veličine zemlje, čuvane prastarim patrijarhalnim etosom, za čije je održanje sve dopušteno. Djela su mu prevođena na bugarski, francuski, njemački, slovački, španjolski i talijanski jezik.

### Književna djela
- Pod gorom: ličke priče, Matica hrvatska, Zagreb, 1930. - Uključuje: Pod gorom, Zmijar, Pravi čovjek, Privor, U snijegu i ledu, Zemljice majko,Grgičine gusle.
- Raspeće: zapisci jednog malog intelektualca, Matica hrvatska, Zagreb, 1931. (Raspeće: zapisci jednog malog intelektualca, Ognjište, Zagreb, 2010.)
- Na ponorima, Matica hrvatska, Zagreb, 1932.
- Opanci dida Vidurine: ličke novele, Matica hrvatska, Zagreb, 1933. - Uključuje: Opanci dida Vidurine, Jolino oranje, Vuk šeponja. (izdanja: Opanci dida Vidurine i druge priče, Alfa, Zagreb, 1995.; Opanci dida Vidurine: ličke novele, Hena com, Zagreb, 1996.; Opanci dida Vidurine: ličke novele, repr., Bil Commerce, Zagreb, [1996?]; Opanci dida Vidurine: izabrane novele, prir. Dragutin Rosandić, SysPrint, Zagreb, 1998.; Opanci dida Vidurine, Zagrebačka stvarnost, Zagreb, 2001.; Opanci dida Vidurine: ličke novele, Hena com, Zagreb, 2001.)
- Direktor Križanić: Rodoljub i dobrotvor, Matica hrvatska, Zagreb, 1938.
- Ognjište: roman iz ličkoga seljačkog života. I-IV. Zagreb : Matica hrvatska, 1938. (2. izd. 1939., slov. izd. Ognjišče. Roman iz kmečkega življenja v Liki, I-II, prijevod: Severin Šali, Naša knjiga, Ljubljana, 1942.; Reprint. Nakladni zavod Matice hrvatske, Zagreb, 1990. 3 sv.: Knjiga 1. Knjiga 2. Knjiga 3: Musinka: posebno poglavlje romana "Ognjište"; Ognjište : roman iz ličkog seljačkog života, Azur Journal, Zagreb, 1990. 4 sv.)
- Na Veliki petak: pripovijetke, Matica hrvatska, Zagreb, 1939. (Na Veliki Petak, Ars Croatica, Toronto, 1989.)[22]
- Rascvjetana trešnja: roman iz suvremenog života, I-IV, Matica hrvatska, Zagreb, 1939.
- San o sreći: stara priča na nova pokoljenja, I-II, Matica hrvatska, Zagreb, 1940. (2. izd. Suvremena knjižnica "Matice Hrvatske". Izvanredno izdanje. Kolo V. Zagreb, 1940.)
- Musinka: posebno poglavlje romana »Ognjište«, Matica hrvatska, Zagreb, 1941. (slov. izd. Musinka: roman iz Like, prijevod: Severin Šali, Naša knjiga, Ljubljana, 1943.)
- Na vulkanima, I-II, Matica hrvatska, Zagreb, 1941-42.
- Privor. Vučja smrt, Matica hrvatska, Zagreb, 1941. (Privor. Vučja smrt, Mala knjižnica Biblioteke lijepe knjige, kolo 2., Suvremeni hrvatski pisci, br. 1, Be-l-ka, Zagreb, 1941.)
- Ratno roblje: albanski križni put austrougarskih zarobljenih časnika, I-II, Matica hrvatska, Zagreb, 1941. (2. izd. 1941.) (Azur Journal, Zagreb, 1991.)
- Vučja smrt i druge pripovijesti, Jeronimska knjiga, Zagreb, 1941.
- Izabrane pripoviesti, Matica hrvatska, Zagreb, 1943. - Uključuje: Opanci dida Vidurine, Čiji je Velebit, Jolino oranje, Na Veliki petak, E lʼ vira?!,Vučja smrt, Pod gorom, Adamović d.d., Zmijar, Privor, Zemljice, majko!, Grgičine gusle.
- Kresojića soj: roman grozd iz seljačkog života. I : Kresina; II : Gospodin Tome; III : Hajduk. Matica hrvatska, Zagreb, 1944-45. (Kresojića soj: roman grozd iz seljačkog života, Hrvatsko kulturno društvo Freiburg; Ogranak Matice hrvatske Basel, 1989. 3 sv.)
- Pripovijetke / Ratno roblje, prir. Dubravko Jelčić, Stoljeća hrvatske književnosti, knj. 3, Matica hrvatska, Zagreb, 1995.
- Ognjište I., prir. Dubravko Jelčić, Stoljeća hrvatske književnosti, knj. 4, Matica hrvatska, Zagreb, 1995.
- Ognjište II., prir. Dubravko Jelčić, Stoljeća hrvatske književnosti, knj. 5, Matica hrvatska, Zagreb, 1995.
- Pripovijesti, prir. Cvjetko Milanja, Riječ, Vinkovci, 1997.
- Bazalo, Matica hrvatska, Zagreb, 2004.
- Iz korespondencije dr. Mile Budaka: (1907. – 1944.), prir. Tomislav Jonjić, Stjepan Matković, Hrvatski državni arhiv, Zagreb, 2012.

### Ostala djela
- Hrvatski narod u borbi za samostalnu i nezavisnu Hrvatsku državu, Izdanje Hrvatskoga kola u Sjedinjenim Državama i Kanadi, [Philadelphia?], 1934.[23]

## Vanjske poveznice

### Sestrinski projekti
|  | Wikicitati imaju zbirke citata o temi Mile Budak |

### Mrežna sjedišta
- Budak, Mile Hrvatska enciklopedija. LZMK
- LZMK / Proleksis enciklopedija: Budak, Mile
- LZMK / Hrvatski biografski leksikon: Budak, Mile
- LZMK / Krležijana: Budak, Mile  Arhivirana inačica izvorne stranice od 4. veljače 2016. (Wayback Machine)
- Tomislav Jonjić, Stjepan Matković, Novi prilozi za životopis Mile Budaka uoči Drugoga svjetskog rata, ČSP, br. 2, 425. – 453., Zagreb, 2008.
- Mile Budak - životopis (LikaWorld.net)  Arhivirana inačica izvorne stranice od 2. listopada 2013. (Wayback Machine)
- Mile Budak (FreeWebs.com)
- Krležijana: Budak, Mile, književnik i političar (Sveti Rok, 30. VIII. 1889 - Zagreb, 7. VI. 1945).  Arhivirana inačica izvorne stranice od 4. veljače 2016. (Wayback Machine)